# نادي إيه بي سي
نادي ايه بي سي لكرة القدم (بالبرتغالية: ABC Futebol Clube‏) ، هي نادي رياضي مختص لرياضة كرة القدم بالبرازيل، أسست بتاريخ 29 يونيو عام 1915م.

## انجازاته
حصل نادي ايه بي سي على بطولة الدوري البرازيلي للدرجة الثالثة مرة واحدة عام 2010م.

## وصلة خارجية
- Official site